# Larrea tridentata
Larrea tridentata là một loài thực vật có hoa trong họ Zygophyllaceae. Loài này được (Sessé & Moc. ex DC.) Coville miêu tả khoa học đầu tiên năm 1893.